# Piercia respondens
Piercia respondens là một loài bướm đêm trong họ Geometridae.